# Birger Beckman
Birger Karl Hjalmar Beckman, född 29 oktober 1906 i Linköpings församling, Östergötlands län, död 30 december 1984 i Solna församling, Stockholms län, var en svensk författare, journalist och förläggare. Han var gift med Gunnel Beckman.

## Biografi
Birger Beckman var son till civilingenjören Magnus Beckman och Frideborg Beckman, född Danell. Han studerade  måleri i München 1922–1923,  avlade studentexamen 1925, filosofie kandidatexamen i Uppsala 1928 och filosofie licentiatexamen i statskunskap 1937.  Han var föreståndare för den skandinaviska sektionen av The European Mission of the Library of Congress 1928–1929 samt var medarbetare i Stockholms-Tidningen 1929–1932, litteratur- och konstkritiker i Morgontidningen i Göteborg 1932–1940 och i Göteborgs-Tidningen 1941–1942. Inför 1944 års andrakammarval var han medgrundare av partiet Radikala landsföreningen. Han var anställd vid bokförlaget Natur & Kultur 1943–1947 och var 1944–1946 medredaktör för kulturtidskriften Samtid och framtid. 1947 blev han VD för A V Carlssons bokförlag, 1952–1968 VD för AB Svenska Bokförlaget och 1968–1972 VD för AB Läromedelsförlagen. Han var styrelseledamot av Svenska sällskapet för geografi och antropologi 1957–1981, ordförande där 1972–1974. Han var ledamot av Svenska Rominstitutets vänner från 1965, ledamot i 1966 års Läromedelutredning och hedersledamot av Västgöta nation i Uppsala.

## Familj
Birger Beckman var son till civilingenjören Magnus Beckman och Frideborg, född Danell.
Han var från 1933 gift med Gunnel Beckman, född Torulf. De fick barnen Staffan Beckman (född 1934), Björn Beckman (1938–2019), Ingar Beckman (född 1941), Svante Beckman (född 1945) och Suzanne Beckman (född 1951).